# Vy över Delft
Vy över Delft är en oljemålning av Johannes Vermeer från 1660–1661. 

## Beskrivning av målningen
Vy över Delft avbildar en del av Vermeers födelsestad Delft i form av ett vedutamåleri, en mycket detaljerad målning av ett urbant motiv. Vid sidan av Den lilla gatan är den Vermeers enda bevarade landskapsmålning.
Bilden visar Delft från söder. Man ser i förgrunden en hamn som med kanaler står i förbindelse med Rotterdam, Schiedam och Delftshaven. I mitten finns bland andra Schiedamsporten till staden med dess klocktorn och Rotterdamsporten med dess tvillingtorn. I fonden syns den solbelysta protestantiska Nya kyrkan (Nieuwe Kerk). Stadens gulröda takpannor glittrar i solskenet över staden, medan mörka ovädersmoln ruvar i förgrunden.

## Sagt om målningen
Marcel Proust såg Vy över Delft i Haag 1902. Han beskrev den i ett brev till sin vän Jean-Louis Vaudoyer som "världens vackraste tavla". I första delen av På spaning efter den tid som flytt, Swanns värld (1913), omtalas Vermeer som höjdpunkten av estetisk perfektion. Han beskrev också målningen i den femte delen av samma romansvit, Den fångna, efter att besökt en Vermeer-utställning på Jeu de Paume i Paris 1921. Där såg han Vy över Delft för andra gången. I romanen har han en scen där romanens författarjag Bergotte upptäcker tavlan: "Han lade för första gången märke till de små figurerna i blått, att sanden var rosa, och dessutom det preciösa materialet i hela murpartiet i gult. Hans känsla av att tappa fotfästet ökade; tavlan drog hans uppmärksamhet till sig, som ett barn till en gul fjäril som han ville ta tag i, till den delikata lilla murbiten. 'Det är så jag borde skriva, sa han. Mina senaste brev är alltför torra, man borde kunna lägga på mer färgklickar, göra min skrivning i sig själv utsökt, som denna lilla gula bit mur'.

## Proveniens
Målningen tros ha köpts av Pieter van Ruijven i Delft av Jan Vermeer och sedan 1674 ärvts av dennes änka Maria de Knuijt och sedan av Magdalena van Ruiven och Jacob Dissius 1681. Den har senare sålts på auktion i Amsterdam 1696 efter Jacob Dissius till okänd köpare.
Under 1800-talets första decennier ägs Vy över Delft av medlemmar av familjen i Haarlem. År 1822 såldes den efter Anna Johanna Teding van Berckhout-Kops för att samma år komma i ägo av  Mauritshuis i Haag.